# Satyrium carsonii
Satyrium carsonii är en orkidéart som beskrevs av Robert Allen Rolfe. Satyrium carsonii ingår i släktet Satyrium och familjen orkidéer. Inga underarter finns listade i Catalogue of Life.